# Deutsches Zentrum für Luft- und Raumfahrt
Pour les articles homonymes, voir DLR.
Le Centre allemand pour l'aéronautique et l'astronautique, en allemand Deutsches Zentrum für Luft- und Raumfahrt, plus connu sous son abréviation DLR, est le centre de recherche de l'Allemagne pour l'aéronautique et l'astronautique. C'est l'agence spatiale du pays mais il s'occupe aussi de transport et d'énergie.
Son siège se situe à Cologne mais ses activités sont réparties sur quatorze sites à travers l'Allemagne.
En Allemagne, le DLR est l'organisme responsable pour le compte du gouvernement fédéral de la planification et de la mise en œuvre des activités spatiales allemandes. De plus, le DLR est responsable et coordonne la mise en œuvre technique et organisationnelle de projets pour différents ministères allemands dont le ministère de l'éducation et de la recherche ou le ministère de l'économie et de la technologie.
Le DLR participe à travers ses activités de recherche et de développement à de nombreux programmes nationaux et internationaux.

## Historique

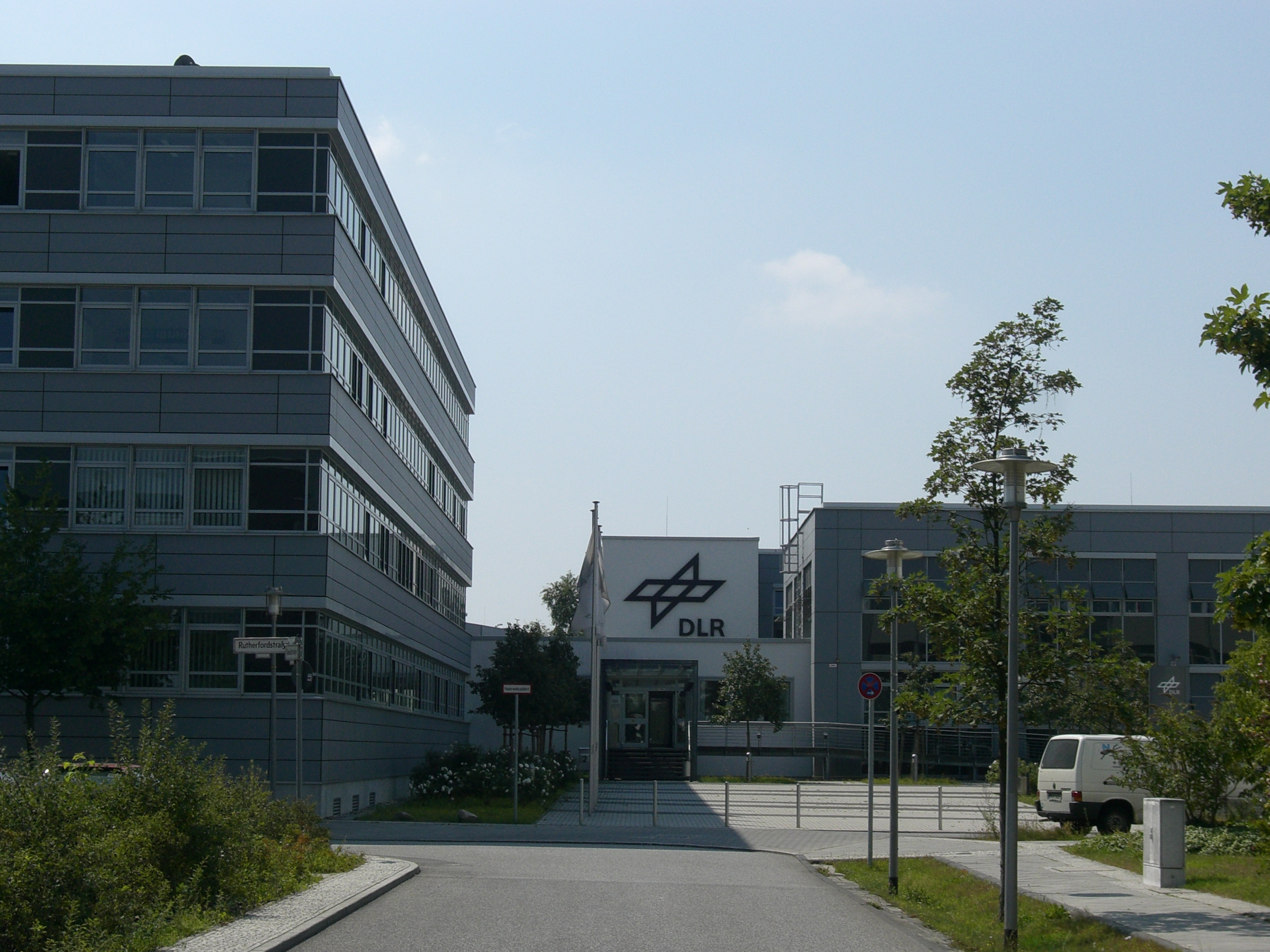
Les locaux à Berlin.

L'ancêtre du DLR est fondé en 1907 à Göttingen par Ludwig Prandtl. Cet établissement d'essais aérodynamiques de maquettes (Modellversuchsanstalt für Aerodynamik) est équipé presque dès le début d'une soufflerie. En 1924, il est renommé Aerodynamische Versuchsanstalt Göttingen (établissement de recherche aérodynamique) et rattaché à l’Institut Kaiser-Wilhelm.
Dans les années 1930, les installations de recherche dans le domaine aéronautique sont améliorées, et en 1936, le DFL (Deutsche Forschungsanstalt für Luftfahrt, établissement de recherche allemand pour l'aéronautique) est créé à Brunswick. En 1937 le Flugfunk-Forschungsinstitut (Institut de recherche pour la radiocommunication aérienne) est créé à Oberpfaffenhofen. Durant la Seconde Guerre mondiale, les recherches se sont concentrées sur les applications militaires.
La défaite de l'Allemagne en 1945 se traduit par l'arrêt l'activité de recherche. Celle-ci ne reprend qu'au début des années 1950 pour des applications dans l'aviation civile. À la même époque deux nouveaux domaines de recherche sont inaugurés : les hélicoptères et les moteurs à réaction. La recherche spatiale débute dès la fin des années 1950 en RDA et à partir de 1961 en RFA. En 1963, les instituts de recherche aéronautique et aérospatiale de la RFA sont regroupés et donnent naissance en 1969 au DFVLR Deutsche Forschungs- und Versuchsanstalt für Luft- und Raumfahrt (Établissement de recherche et d'essai allemand pour l'aéronautique et l'aérospatiale). En 1989, cet organisme est rebaptisé Deutsche Forschungsanstalt für Luft- und Raumfahrt (Établissement de recherche allemand pour l'aéronautique et l'aérospatiale) et adopte le sigle DLR. Avec la réunification de l'Allemagne les établissements de l'Allemagne de l'Est sont fusionnés avec ceux du DLR. Le Deutsches Zentrum für Luft- und Raumfahrt, tel qu'il existe aujourd'hui, naît de la fusion en 1997 entre le DLR et la DARA (Deutsche Agentur für Raumfahrtangelegenheiten ; cette dernière a coordonné entre 1989 et 1997 les activités de recherche spatiale menée à l'aide de fonds publics.

## Aperçu

### Le DLR en chiffres

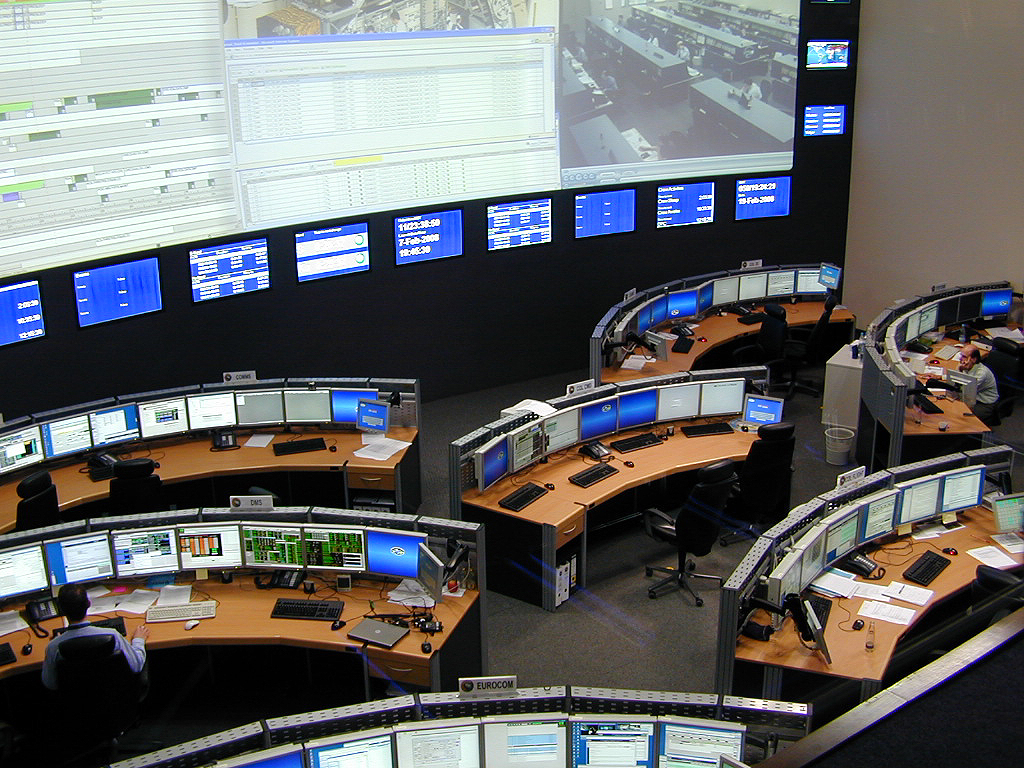
Centre allemand d'opérations spatiales (GSOC), Oberpfaffenhofen (Munich).

Environ 8000 personnes travaillent dans l'un 33 instituts et établissements rassemblés dans les 13 centres du DLR. Le siège du DLR se situe à Cologne, où travaillent environ 1500 personnes. En plus des 13 centres situés en Allemagne, le DLR a des bureaux à Paris, Bruxelles et Washington.
En 2015, le budget du DLR pour les recherches internes s'est élevé à 2,245 milliards d'euros, dont une grande partie est destiné au budget de l'ESA. Le DLR gère également le budget spatial du gouvernement fédéral allemand qui s'élevait en 2008 à 920 millions d'euros.
Le DLR est membre du Comité Consultatif pour les Systèmes de Données Spatiales (CCSDS) et de l'Helmholtz-Gemeinschaft.

### Comité directeur
Les membres du comité directeur du DLR sont:
- Prof. Dr.-Ing. Johann-Dietrich Wörner (président du comité directeur) depuis mars 2007
- Klaus Hamacher (vice-président du comité directeur) depuis avril 2006
- Dipl.-Ing. Thomas Reiter (Responsable de la recherche et développement aérospatial) depuis octobre 2007
- Prof. Dr.-Ing. Joachim Szodruch (Responsable de l'aéronautique) depuis 2002
- Prof. Dr.-Ing. Ulrich Wagner (Responsable des domaines énergie et transport) depuis mars 2010

Le 18 juin 2015, Pascale Ehrenfreund a été nommée présidente du comité directeur, à la suite du départ de Johann-Dietrich Wörner, nommé directeur général de l'Agence spatiale européenne (ESA). Elle  est la première femme à ce poste.

### Actions vers les jeunes
Afin d'encourager les jeunes à s'intéresser aux sciences naturelles et aux sciences de l'ingénieur, le DLR organise depuis plusieurs années les DLR School Labs. Les écoliers peuvent ainsi à travers des expériences et travaux pratiques découvrir différents aspects pratiques des sciences.
Le DLR encourage également la réalisation de thèses à travers différents programmes et offre la possibilité aux étudiants de réaliser des expériences dans la haute atmosphère et en micro-gravité grâce au programme REXUS/BEXUS organisé en collaboration avec le SNSB, le comité national suédois de l'aérospatial.

## Recherche et développement

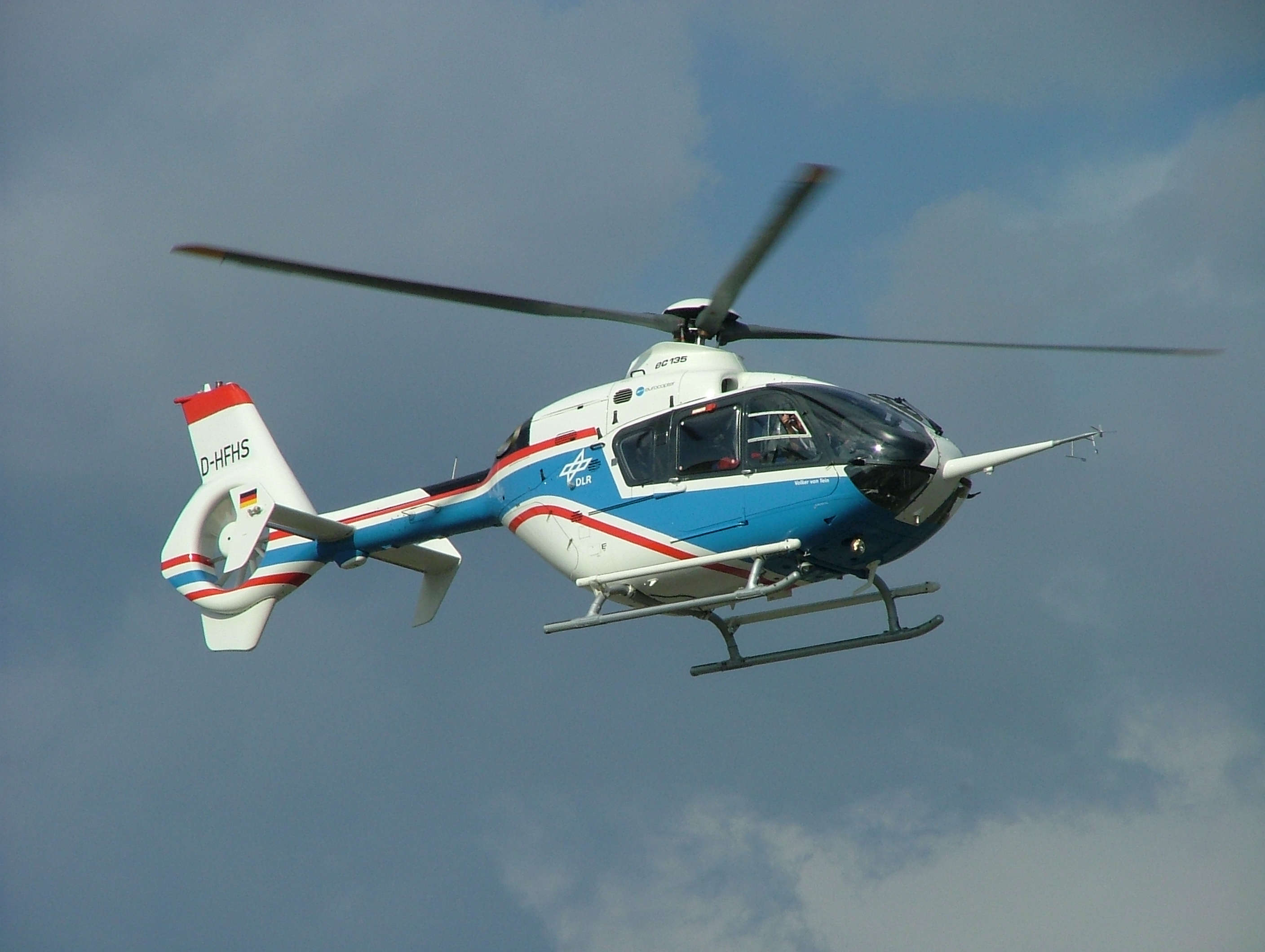
Hélicoptère du DLR.

### Missions du DLR
Les missions du DLR sont réparties en cinq grands domaines de recherche :
- Aéronautique
- Aérospatiale
- Transport
- Énergie
- Sécurité et défense

Les activités du DLR englobent tout le domaine entre la recherche fondamentale et l'exploitation. Le DLR exploite ainsi des grands centres de recherche pour ses projets propres et offre ses services à des clients et partenaires provenant de domaines aussi différents que l'économie, l'industrie et les sciences.

### Thèmes de recherche et projets du DLR
- Poldirad
- SOFIA
- TerraSAR-X
- TanDEM-X
- GRACE
- CALLISTO
- SpaceLiner
- RapidEye
- HiROS

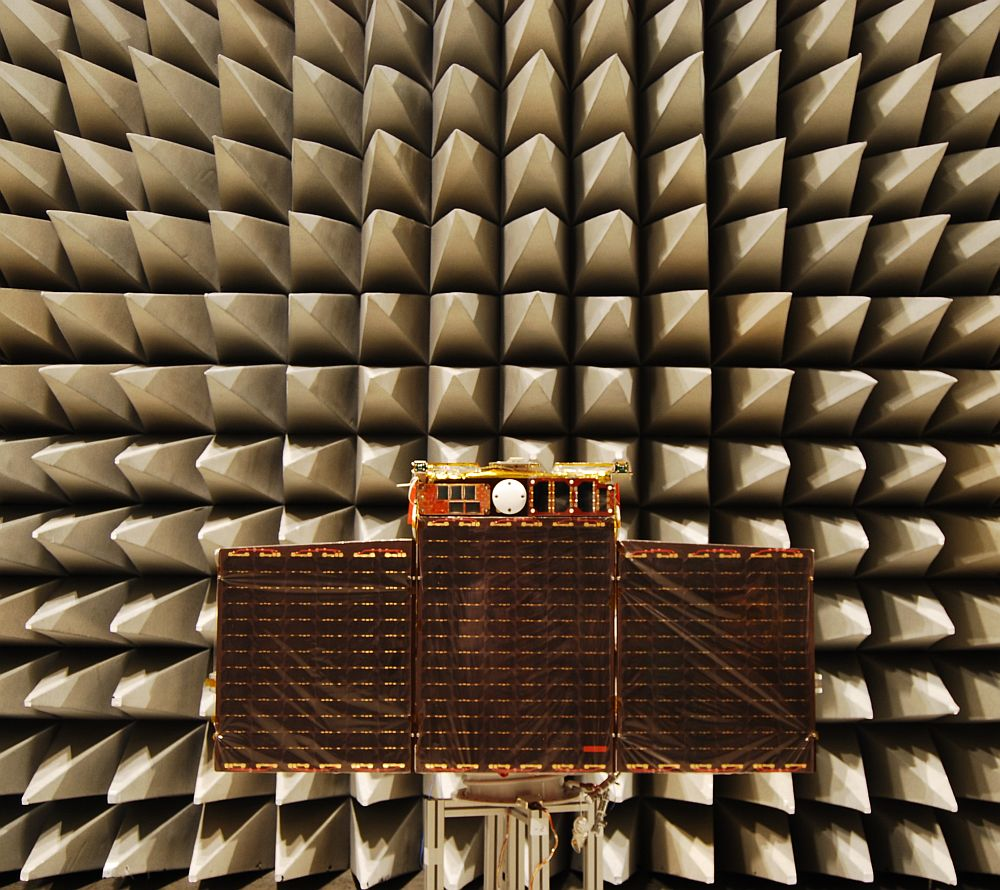
TET-1

- TET-1 (Technologieerprobungsträger, Technology Experiment Carrier) (6 juin 2010) & TET-2 en 2011 à Baïkonour
- Justin, un robot humanoïde
- Développement des énergies renouvelables

Le DLR est très actif dans le domaine de l'énergie, où il a notamment proposé 3 scenarios de sortie du système nucléaire-charbon-pétrole, mis à jour en 2010 avec l'European Renewable Energy Council (EREC).

Le SRU (Conseil consultatif sur l'environnement ou Sachverständigenrat für Umweltfragen), dans un rapport s'appuyant sur les travaux du DLR a estimé qu'il serait possible de produire 100 % d'électricité renouvelable, d'ici 2050 en Allemagne, si les Allemands acceptaient de payer l’électricité un peu plus cher (ou si le surcoût était compensé par une écotaxe sur les énergies polluantes, des économies d’énergie, un coût du kWh produit par les énergies renouvelables qui poursuivrait sa diminution, ou si l’Allemagne acceptait de partager ses moyens de production d'énergie renouvelable avec certains de ses voisins dont la Norvège (on pose déjà des câbles HVDC entre la Norvège et le Danemark). Le calcul du potentiel des énergies renouvelables est fait selon le coût de l’électricité. Le potentiel des énergies renouvelables en Allemagne serait ainsi de 400 TWh pour un coût du kWh inférieur à 5 centimes, mais de 800 TWh pour un coût du kWh inférieur à 35 centimes.

## Localisation des centres du DLR
| Augsbourg Berlin Bonn Brunswick Brème Bremerhaven Cochstedt Cottbus Dresde Göttingen Hambourg Hanovre Iéna Juliers Cologne Lampoldshausen Neustrelitz Oberpfaffenhofen Oldenbourg Stuttgart Stade Trauen Ulm Weilheim Zittau |